# 小行星1390
小行星1390（1390 Abastumani）是一颗绕太阳运转的小行星，为主小行星带小行星。该小行星于1935年10月3日发现。
該小行星以喬治亞的城鎮阿巴斯圖曼尼命名。

## 轨道参数
小行星1390的轨道半长轴为3.4362881 UA，离心率为0.0264783。